# 索波茨金
索波茨金（羅馬化：Sopotskin）是白俄羅斯的城鎮，位於格羅德諾東北27公里，由格羅德諾州負責管轄，2006年人口1,400。第二次世界大戰期間，納粹德國在1941年6月22日至1944年7月18日佔領該鎮。